# ギタンドー
ギタンドー Gitandoは、カナダ、ブリティッシュコロンビア州のツィムシアン・ネイションの14部族のうちのひとつであり、またまた、もともとはスキーナ川下流域におり、現在はラッカラームス（別名、ポートシンプソン）に居住して「ツィムシアン9部族連合」を形成している9部族のひとつでもある。ギタンドーの名は文字通りにとれば、"向こう側の人びと"という意味になる。その伝統的なテリトリーには、スキーナ川の支流であるエクステュー川の流域が含まれる。ハドソン湾会社がラッカラームスにフォートを建設した1834年以降、彼らはそこに拠点を移している。この部族は、9部族の内のひとつでテリトリーが隣り合っているギスパクローツと密接な関係をもっている。
ギタンドー部族の首長権は、Sgagweetという世襲の名前＝称号に存しており、その名の保持者が、ギタンドー部族のラクスギーク（ワシ・クラン）のイエ集団（拡大母系家族）のひとつであるSgagweetというイエのチーフとなっていた。人類学者のヴァイオラ・ガーフィールドの1938年の報告によると、その名前をかつて保持していたPaul Sgagweetは、1887年のその死の後、木をかじるビーバーを表したトーテムポールによって追悼され、そのポールは1930年代までは建っていたという。Paul Sgagweetはその名前を、自分の姉妹の息子に伝えた。この人物が、 ラッカラームスにおけるメソジスト伝道会の創設にあたって助力したアルフレッド・デュドワードであることは、おおよそ確かである。デュドワードには（母系の）継承者がいなかったので、自分の息子とメイをこのイエの養子にした。その息子は、1914年もしくは1915年のデュドワードの死後、Sgagweetの名を相続し、1938年にガーフィールドがその記録を残したときにも、この名を保持していた。彼はそのメイの息子を自分の後継者に指名した。
ウィリアム・ベイノンの1935年の記録によると、ラッカラームスのギタンドー部族の人びとは、14人のギスプドワダ（オルカ・クラン）（1つのイエ集団）、17人のガナーダ（ワタリガラス・クラン）（1つのイエ集団）、25人のラクスギーク（ワシ・クラン）（5人からなるSgagweetのイエを含めた、2つのイエ集団）からなっていたという。
ジョージ・ケリーは、Sgagweetのイエのメンバーであったが、Sgagweetと密接な関係をもっているLigeexのイエを存続させるためにギスパクローツ部族へと養子に出された。
人類学者のマリウス・バルボーは、トーテムポールについての調査のなかで、ラッカラームスに建てられ、ギタンドー部族のいろいろなラクスギークのイエに属しているいくつかのトーテムポールについて叙述している。そのうちの1つで、立ち上がったビーバーをかたどったSgagweet poleは、すくなくとも1947年までは建っていた。
Sgagweetのイエに加えて、ギタンドー部族に属するイエは以下の通り：
- House of Gilasgamgan -- ラクスギーク （ワシ・クラン）
- House of Gistaaku -- ラクスギーク （ワシ・クラン）
- House of Gamayaam -- ギスプドワダ (Killerwhale)
- House of Niisxłoo -- ラクスギーク （ワシ・クラン）
- House of Niisyagayunaat -- ガナーダ （ワタリガラス・クラン）
- House of 'Nluulax -- ラクスギーク （ワシ・クラン）

## 書誌
- Barbeau, Marius (1950) Totem Poles.  2 vols.  (Anthropology Series 30, National Museum of Canada Bulletin 119.)  Ottawa: National Museum of Canada.

- Garfield, Viola E. (1939) "Tsimshian Clan and Society."  University of Washington Publications in Anthropology, vol. 7, no. 3, pp. 167-340.

- Neylan, Susan (2003) The Heavens Are Changing: Nineteenth-Century Protestant Missions and Tsimshian Christianity.  Montreal: McGill-Queen’s University Press.